# 馬克薩斯天竺鯛
馬克薩斯天竺鯛（學名：Apogon marquesensis），為輻鰭魚綱天竺鯛科天竺鯛屬下的一個種，分布於中太平洋東部馬克薩斯群島海域，為特有種，深度0至12公尺，體長可達4.6公分，棲息在礁石區，屬肉食性，以小型無脊椎動物為食，夜行性，繁殖期時，雄魚具有口孵習性，卵約7日化成仔魚，由雄魚吐出，具短暫的仔魚飄浮期。